# Jondal
Jondal is een voormalige gemeente en skigebied in de Noorse provincie Hordaland in het zuidwesten van Noorwegen.
De gemeente telde 1108 inwoners in januari 2017. Jondal werd op 1 januari 2020 samen met de gemeente Odda opgenomen in de gemeente Ullensvang die werd opgenomen in de op dezelfde dag gevormde provincie Vestland.
Jondal lag bij het Nationaal park Folgefonna en de Folgefonnagletsjer. De gemeente grensde in het zuiden aan Odda en Kvinnherad, in het oosten en noordoosten aan Ullensvang en in het westen en noordwesten aan Kvam.
In het Folgefonna-zomerskicentrum is het mogelijk het hele jaar te skiën. Er is een veerverbinding naar Thørvikbygd.